# Agnes van Andechs-Meranië
Agnes van Andechs-Meranië (circa 1215 - 7 januari 1263) was van 1230 tot 1243 hertogin-gemaal van Oostenrijk en vanaf 1256 hertogin-gemaal van Karinthië. Ze behoorde tot het huis Andechs.

## Levensloop
Agnes was een dochter van hertog Otto I van Meranië en gravin Beatrix II van Bourgondië. In 1229 huwde ze met Frederik van Babenberg, zoon van hertog Leopold VI van Oostenrijk en vanaf 1230 onder de naam Frederik II hertog van Oostenrijk. Als bruidsschat schonk haar vader het markgraafschap Krain en de Windische Mark aan Frederik.
Het huwelijk van Frederik II en Agnes bleef kinderloos en in 1243 liet Frederik zich van zijn vrouw scheiden. Rond het jaar 1250 hertrouwde ze met Ulrich III, de zoon van hertog Bernard van Karinthië en vanaf 1256 hertog van Karinthië. Het echtpaar kreeg twee kinderen, die echter allebei jong stierven. In 1263 overleed Agnes, waarna ze begraven werd in de abdij van Stična.